# Victoria Moroles
Victoria Moroles (Corpus Christi, 4 settembre 1996) è un'attrice statunitense, nota principalmente per il suo ruolo di Hayden Romero nella serie televisiva Teen Wolf e di Andie nella serie di Disney Channel Liv e Maddie.

## Biografia
Victoria è nata a Corpus Christi, Texas. È cresciuta a Rockport, al largo del Golfo del Messico. Da piccola era solita recitare nel suo soggiorno per amici e parenti. Ha studiato danza. Ha lasciato il Texas durante i suoi anni di scuola media per seguire i suoi sogni a Los Angeles. Da allora ha avuto l'opportunità di lavorare con molti grandi registi e continua a sforzarsi di raggiungere i suoi obiettivi. Dal 2015 interpreta Andie nella serie Disney Channel Liv e Maddie e dallo stesso anno fino al 2017 ha interpretato Hayden Romero nella serie tv di MTV Teen Wolf.

## Filmografia

### Cinema
- Is that a gun in your pocket?, regia di Matt Cooper (2016)
- Dark Hall (Down a Dark Hall), regia di Rodrigo Cortés (2018)
- Plan B (2021)

### Televisione
- CSI - Scena del crimine (CSI: Crime Scene Investigation) – serie TV, episodio 13x03 (2012)
- Cloud 9, regia di Paul Hoen – film TV (2014)
- Legends – serie TV, episodio 1x06 (2014)
- Teen Wolf – serie TV, 24 episodi (2015-2017)
- Liv e Maddie (Liv and Maddie) – serie TV, 12 episodi (2015-2017)
- Here and Now - Una famiglia americana (Here and Now) – serie TV, episodi 1x02-1x03 (2018)
- Non ho mai... - serie TV, 9 episodi (2022-in corso)

## Doppiatrici italiane
Nelle versioni in italiano delle opere in cui ha recitato, Victoria Moroles è stata doppiata da:
- Roisin Nicosia in Teen Wolf
- Valentina Favazza in Liv e Maddie
- Erica Necci in Dark Hall
- Margherita De Risi in Non ho mai...
- Federica Simonelli in Grey's Anatomy
- Veronica Benassi in Ballard